# NGC 836

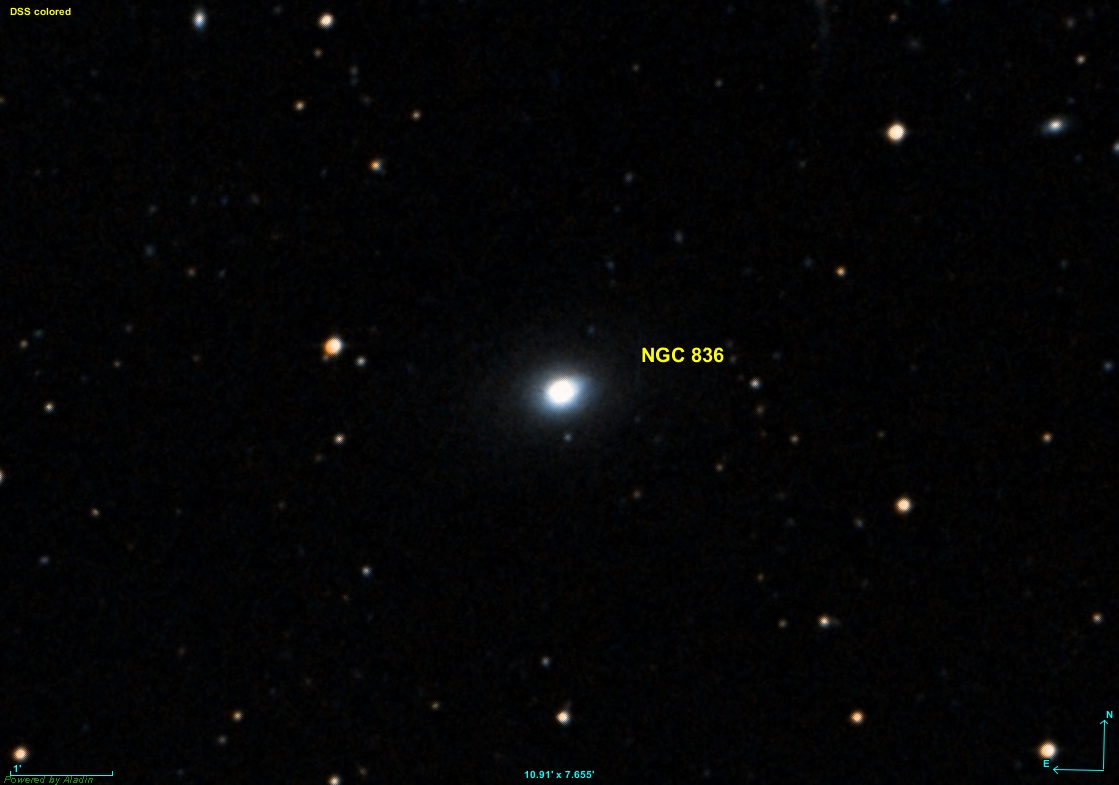
數位巡天計畫拍攝NGC 836影像。

NGC 836 是鲸鱼座的一個透鏡狀星系。該星系由美國天文學家法蘭克·穆勒發現於1886年。根據其紅移的觀測值可計算其距離地球為7790萬秒差距（2.54億光年）。